# 1576
Évszázadok: 15. század – 16. század – 17. század
Évtizedek: 1520-as évek – 1530-as évek – 1540-es évek – 1550-es évek – 1560-as évek – 1570-es évek – 1580-as évek – 1590-es évek – 1600-as évek – 1610-es évek – 1620-as évek
Évek: 1571 – 1572 – 1573 – 1574 –  1575 – 1576 – 1577 – 1578 – 1579 – 1580 – 1581

## Események

### Határozott dátumú események
- február 8. – A Jan Tarlo lublini vajda által vezetett lengyel küldöttség felajánlja Báthory Istvánnak a lengyel királyi és egyben a litván nagyfejedelmi címet.[1]
- április 23. – Báthory István 500 lovas és 1000 gyalogos élén bevonul Krakkóba, a lengyel koronázó fővárosba.[1]
- május 1. – 
  - A lengyel koronázópüspök, Stanisław Karnkowski nagy-lengyelországi (kujáviai) püspök Krakkóban királlyá koronázza Báthory István erdélyi fejedelmet.[1]
  - Báthory István feleségül veszi Jagelló Annát.[2]
- május 7. – III. Henrik francia király kiadja a beaulieu-i ediktumot, amely tartalmazza a hugenották összes lényeges követelését.[3]
- október 12. – Rudolf osztrák főherceg magyar királlyá koronázása.

### Határozatlan dátumú események
- május – A kolozsvári ötvöslegények munkabeszüntetéssel próbálnak helyzetükön javítani.[4]
- az év folyamán – XIII. Gergely pápa Giovanni Facchinetti nicastroi püspököt nevezi ki Jeruzsálem pátriárkájává.[5]

## Születések
- május 27. – Caspar Schoppe német katolikus hitvitázó, filológus és diplomata († 1649)

## Halálozások
- szeptember 21. – Gerolamo Cardano olasz matematikus (* 1501)
- október 12. – Miksa magyar király[6]